# UzDaewooAuto
UzAuto (uzbekiska: O'z-Avto) är en uzbekisk biltillverkare, som ägs av den uzbekiska staten och General Motors sydkoreanska dotterbolag GM Korea. Företaget grundades 1992 och har tillverkat sina bilar under namnet Uz-Daewoo och numera Chevrolet. Företaget är som störst inom OSS-länderna och  dess monteringsfabrik ligger i Asaka i Uzbekistan. Företaget började tillverka bilar 1996.

## Tidigare modeller
- Daewoo Damas (1996–)
- Daewoo Tico (1996–2001)
- Daewoo Nexia (1996–)
- Daewoo Matiz (2001–)
- Daewoo Nexia II (2008–)
- Daewoo Spark (2010–)

## Bildgalleri

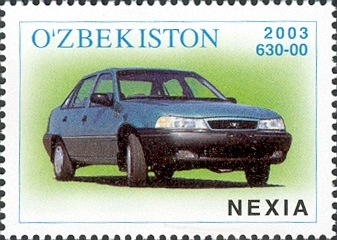
Nexia
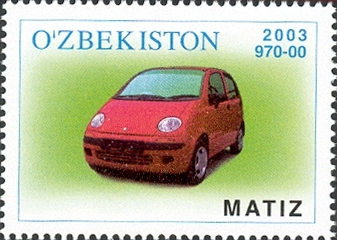
Matiz